# Jean-Claude Colotti
Jean-Claude Colotti (La Tronche, 1 de julio de 1967) fue un ciclista francés, que fue profesional entre 1986 y 1996. Su principal éxito deportivo es una victoria de etapa en el Tour de Francia de 1992. 

## Palmarés
- 1987

 Campeón de Francia de persecución
1º en el Tour de Vendée
- 1988

1º en el Gran Premi Saint-Etienne Loire
Vencedor de una etapa del Circuito de la Sarthe
- 1989

1º en el Gran Premio de Plouay
- 1990

Vencedor de una etapa de la Vuelta a Burgos
Vencedor de una etapa de la Midi Libre
- 1991

1º en Lisieux
1º en Nantes
1º en los Seis días de Grenoble (con Philippe Tarantini)
Vencedor de una etapa del Tour de Limousin
- 1992

1º en Dijon
1º en Hendaia
Vencedor de una etapa del Tour de Francia
Vencedor de una etapa de la Semana Catalana
Vencedor de una etapa del Tour d'Armorique
- 1993

Vencedor de una etapa del Tour de Limousin
- 1994

1º en los Seis días de Numea (con Jean-Michel Monin)
1º en los Seis días de Grenoble (con Dean Woods)
- 1996

1º en Riom

### Resultados en el Tour de Francia
- 1987. Abandona (16º etapa)
- 1988. 55.º de la clasificación general
- 1989. 67.º de la clasificación general
- 1990. 50.º de la clasificación general
- 1991. 80.º de la clasificación general
- 1992. 95.º de la clasificación general. Vencedor de una etapa
- 1993. 133.º de la clasificación general
- 1994. Abandona (15.ª etapa)
- 1996. Abandona (17.ª etapa)

### Resultados en el Giro de Italia
- 1990. 95.º de la clasificación general